# Niedersächsisches Landesarchiv (Abteilung Osnabrück)
Die Abteilung Osnabrück ist eine von acht Abteilungen des Niedersächsischen Landesarchivs. Sie ist zuständig für die Behörden, Gerichte und sonstigen Stellen des Landes sowie deren Rechts- und Funktionsvorgänger in der kreisfreien Stadt Osnabrück und in den Landkreisen Osnabrück, Emsland und Grafschaft Bentheim.

Im Rahmen von Kooperationen werden außerdem die Archive der Stadt Osnabrück, des Landkreises Osnabrück und der meisten kreisangehörigen Kommunen sowie der Universität und Hochschule Osnabrück in der Abteilung Osnabrück verwahrt und betreut. 

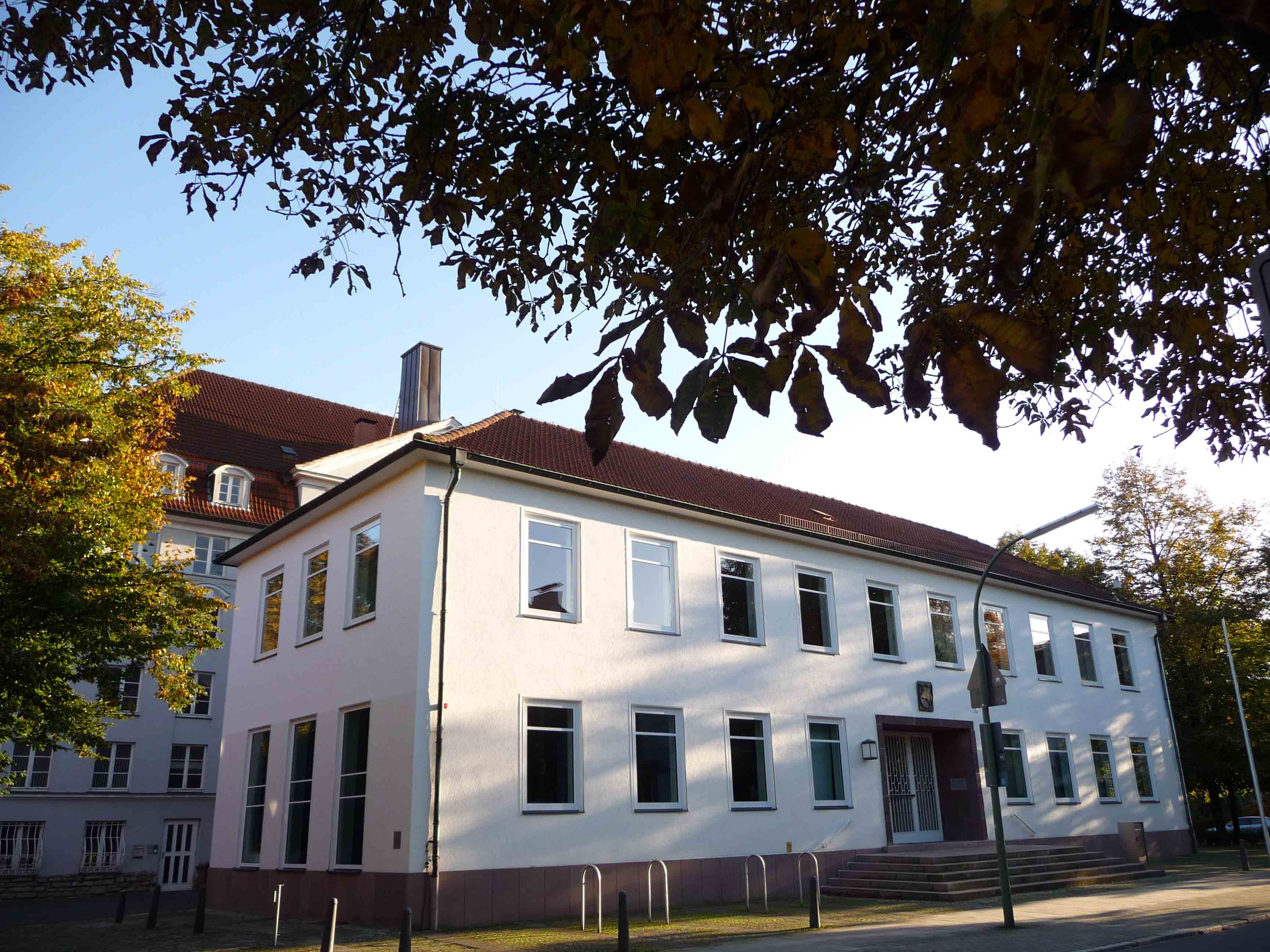
Das Niedersächsische Landesarchiv – Abteilung Osnabrück an der Schloßstraße

## Geschichte
Nachdem Osnabrück 1866 zusammen mit dem Königreich Hannover zum Preußischen Staat gelangt war, erfolgte die Gründung des Staatsarchivs Osnabrück, dessen erster Archivar Dr. Hermann Veltmann im Februar 1869 seinen Dienst antrat. Das Archiv befand sich zu dieser Zeit im Osnabrücker Schloss. Unter anderem aufgrund der schlechten räumlichen Unterbringung gab es mehrfach Bestrebungen, das Staatsarchiv nach Hannover zu verlegen. Um einen Abzug des Archivs zu verhindern stellte die Stadt Osnabrück dem Preußischen Staat 1910 unentgeltlich ein Grundstück an der Schloßstraße Ecke Schloßwall zum Neubau des Staatsarchivs zur Verfügung. 1917, mitten im Ersten Weltkrieg, konnte der Archivzweckbau fertiggestellt und bezogen werden.
Während des Zweiten Weltkriegs war ein Großteil der Bestände ausgelagert. Bei einem Luftangriff am 26. September 1944 wurde das Verwaltungsgebäude durch einen Bombentreffer zerstört. Archivgut kam nicht zu Schaden. Das ausgelagerte Archivgut konnte bis Ende des Jahres 1946 wieder nach Osnabrück zurückgeholt werden. Bis zum Wiederaufbau des zerstörten Verwaltungsgebäudes in den Jahren 1954 und 1955 befanden sich die Dienst- und Verwaltungsräume übergangsweise mit im Magazingebäude. Aufgrund der wachsenden Bestände des Staatsarchivs wurde in den Jahren 1983 bis 1986 ein weiteres Magazingebäude errichtet.

2005 erfolgte die Eingliederung des Staatsarchivs Osnabrück in das Niedersächsische Landesarchiv. In den Jahren 2006 und 2007 wurde schließlich das Verwaltungsgebäude barrierefrei umgebaut und der Öffentlichkeitsbereich mit Lesesaal, technischem Benutzerraum und Konferenzraum in das Erdgeschoss sowie die Dienst- und Verwaltungsräume in das Obergeschoss verlegt. 

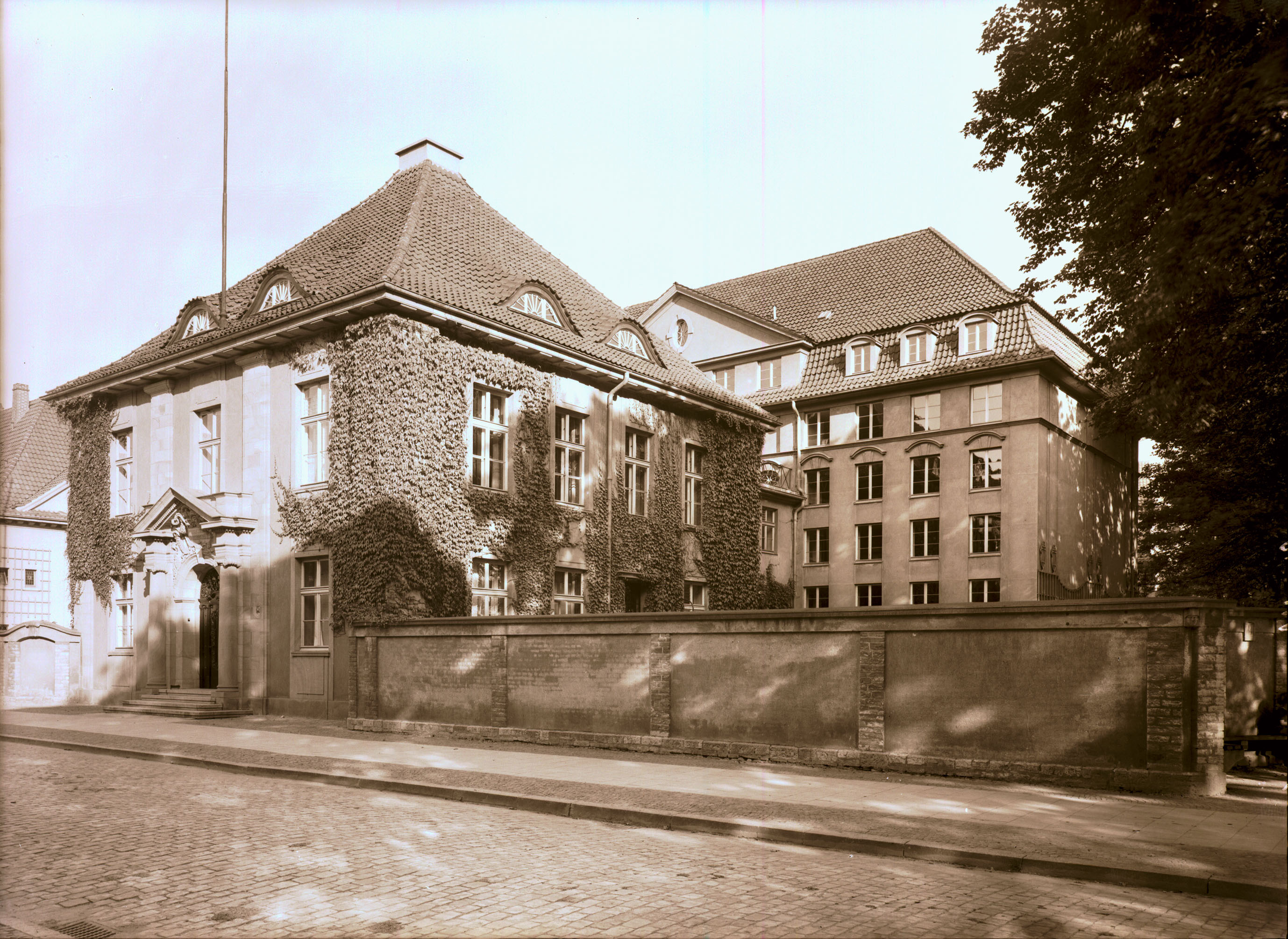
Ansicht des Staatsarchivs Osnabrück, 1933

## Bestände
Die Abteilung Osnabrück verwahrt etwa zehn Regalkilometer Akten, 26.500 Urkunden sowie 45.000 Karten und Pläne. Neben den Unterlagen der zu betreuenden Behörden sind in der Abteilung Osnabrück unter anderem die älteren Personenstandsregister der Standesämter der Stadt Osnabrück und des Landkreises Osnabrück, verschiedene regionale Zeitungen, Nachlässe sowie Vereins- und Firmenarchive überliefert.
Die Dienstbibliothek umfasst circa 65.000 Bände mit regionalgeschichtlichem Schwerpunkt. In der ebenfalls in der Abteilung Osnabrück verwahrten Bibliothek des Vereins für Geschichte und Landeskunde von Osnabrück (Historischer Verein) sind etwa 25.000 Bände überliefert.
Die Bestände der Abteilung Osnabrück sind nicht sachthematisch (Pertinenzprinzip), sondern nach ihrer Herkunft (Provenienzprinzip) folgendermaßen geordnet:
- staatliche Provenienz (Reposituren, Rep): Die staatlichen Bestände enthalten Schriftgut der staatlichen Behörden und Gerichte sowie der Vorgängerterritorien seit dem Mittelalter
- kommunale Provenienz (Deposita, Dep): Archive von Städten und Gemeinden, z. B. Bad Iburg, Bramsche, Fürstenau, Georgsmarienhütte, Haselünne, Melle, Meppen, Osnabrück, Papenburg und Quakenbrück sowie das Archiv des Landkreises Osnabrück
- private/sonstige Provenienz (Deposita, Dep / Erwerbungen, Erw): Archiv der Universität und Hochschule Osnabrück, Adels-, Guts- und Hofarchive, Archive von Firmen, Vereinen, Verbänden, Bildungseinrichtungen und sozialen Organisationen, private Nachlässe
- Sammlungsgut (Slg): Zeitungen, Plakate, Flugblätter, Feldpostbriefe, Wappen, Siegel, Münzen
- Karten (K): Aus konservatorischen Gründen wurden die oftmals großformatigen Karten und Pläne zwecks besserer Aufbewahrung aus allen Beständen zusammengefasst.

## Nutzung

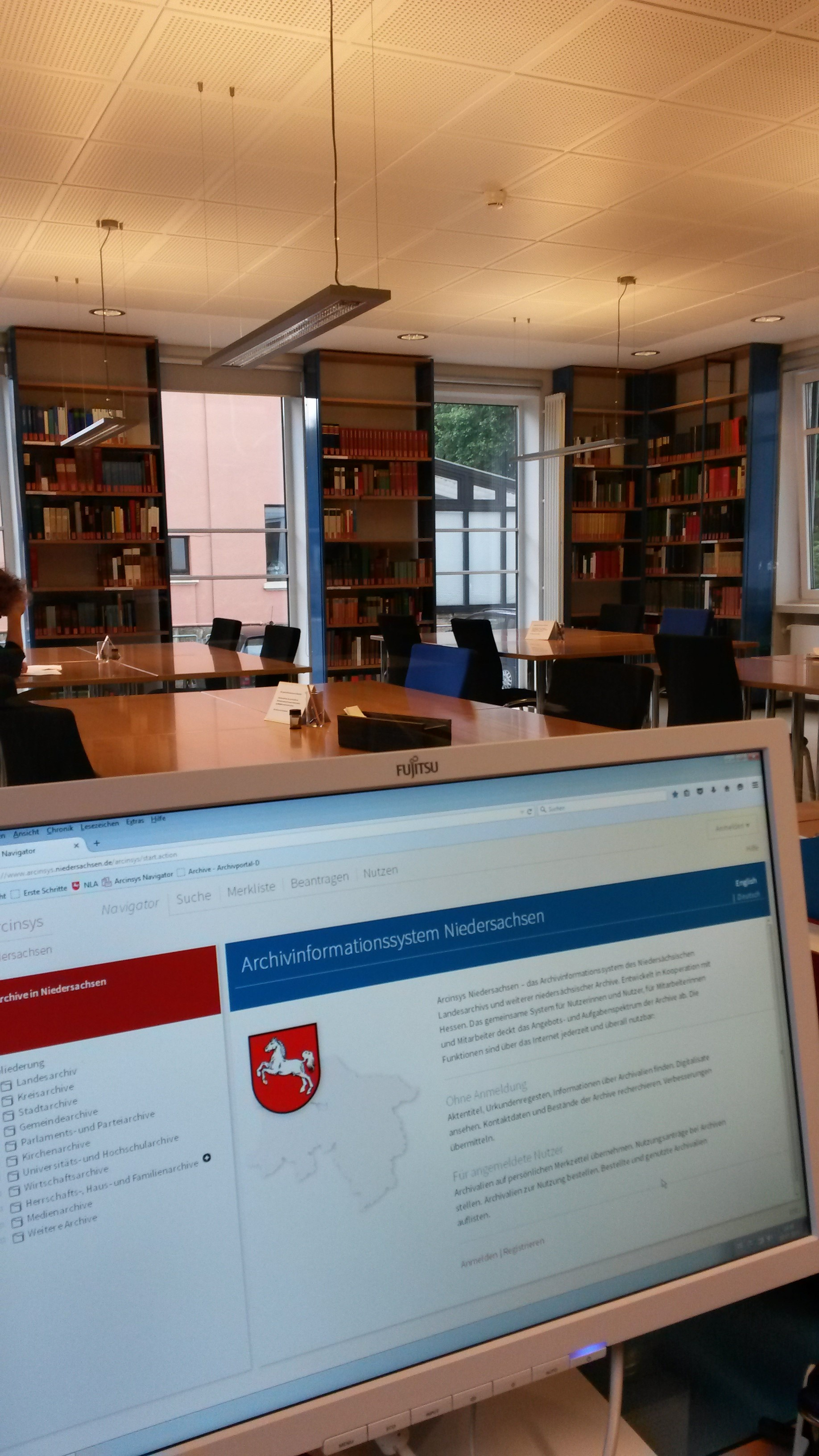
Blick in den Lesesaal der Niedersächsischen Landesarchivs – Abteilung Osnabrück. Auf dem Bildschirm im Vordergrund ist das Archivinformationssystem Arcinsys zu sehen.

Jeder hat gemäß dem Niedersächsischen Archivgesetz im Rahmen der Benutzungsordnung das Recht Archivgut zu nutzen. Allerdings sind gegebenenfalls Schutzfristen, zum Beispiel für personenbezogene Unterlagen oder Unterlagen, die Geheimhaltungsvorschriften unterliegen, zu beachten. Für wissenschaftliche Zwecke kann die Nutzung auf Antrag bereits vor Ablauf der Schutzfristen genehmigt werden.
Die im Niedersächsischen Landesarchiv – Abteilung Osnabrück überlieferten Bestände und Archivalien können online über das Archivinformationssystem Arcinsys recherchiert werden. Nutzer können nach der Registrierung in Arcinsys über das System einen Nutzungsantrag stellen und dann Archivalien für die Einsichtnahme im Lesesaal vorbestellen. Auch die umfangreiche Dienstbibliothek mit regionalgeschichtlichem Schwerpunkt ist über einen Online-Katalog recherchierbar. Eine Vorbestellung der Veröffentlichungen kann per Telefon oder E-Mail erfolgen.
Die Nutzung der Archivalien und Literatur erfolgt im Lesesaal des Niedersächsischen Landesarchivs – Abteilung Osnabrück. Neben den Öffnungszeiten des Archivs sind hier die Archivalien-Aushebezeiten zu beachten. Eine Ausleihe ist nicht möglich. Einige Unterlagen, wie zum Beispiel die Zeitungen, werden aus konservatorischen Gründen nicht mehr im Original, sondern auf Mikrofilm, Mikrofiche oder als Digitalisat für die Einsichtnahme bereitgestellt. Reproduktionen der Archivalien können gegen Entgelt in Auftrag gegeben werden. Seit Juli 2017 ist außerdem auf Antrag die kostenlose Anfertigung von Reproduktionen mit eigenen Kameras für den privaten und persönlichen Gebrauch durch Benutzer möglich.

## Archivare

### Archivleitung
- 1868–1886 Hermann Veltmann
- 1886–1888 Karl Herquet
- 1888–1897 Friedrich Philippi
- 1897–1901 Max Bär
- 1901–1906 Georg Winter
- 1907–1910 Bruno Krusch
- 1910–1916 Robert Arnold
- 1912–1924 Rudolf Martiny
- 1916–1931 Erich Fink
- 1931–1934 Erich Graber
- 1934–1938 Wilhelm Smidt
- 1939–1965 Günther Wrede
- 1965–1977 Theodor Penners
- 1977–1989 Horst-Rüdiger Jarck
- 1989–1991 Wolf-Dieter Mohrmann
- 1991–2002 Gerd Steinwascher
- 2002–2020 Birgit Kehne
- seit 2021 Thomas Brakmann

### Archivare
- um 1870 August Ludwig Meyer (nur Volontariat)
- 1880–1895 Hermann Forst
- 1895–1898 Johannes Kretzschmar
- 1898–1900 Hans Spangenberg
- 1900–1903 Otto Merx
- 1911–1912 Hermann Bier
- 1932–1934 Ulrich Grotefend
- 1933–1936 Hans Schubert
- 1936–1944 Ernst Beins
- 1936–1955 Hermann Schröter
- 1937–1938 Otto Koser
- 1945–1958 Eberhard Crusius
- 1963–1974 Hans-Joachim Behr
- 1965–1970 Ottokar Israel
- 1974–2004 Werner Delbanco
- 1982–1983 Christine van den Heuvel (Referendarin)
- 1988–1990 Roland Rölker (Erstellung des Urkundenbuchs Stift Börstel)
- 2003–2012 Nicolas Rügge
- 2005–2014 Stephanie Haberer